# Geometria digitale
La geometria digitale si occupa di insiemi discreti
di oggetti geometrici (spesso di insiemi discreti di punti, ma anche
insiemi di linee, di piani, ...)
considerati come  modelli digitalizzati o
immagini di oggetti dello spazio euclideo.
Essa considera che la digitalizzazione sia il rimpiazzamento
di un oggetto con un insieme discreto dei suoi punti.
Le immagini che vediamo sullo schermo TV, sul display raster di un computer o
sulle pagine dei quotidiani sono infatti immagini digitali.
Le sue aree principali di applicazione sono la grafica del computer
e l'analisi delle immagini.
I suoi principali settori di studio sono:
- Costruzione di rappresentazioni digitalizzate di oggetti, con enfasi sulla precisione e l'efficienza; vedi ad es. algoritmo della retta di Bresenham.
- Studio di proprietà di insiemi digitali; vedi teorema di Pick.
- Ricostruzione di oggetti "reali" dalle loro immagini digitali.

La geometria digitale si sovrappone pesantemente con la geometria discreta
e taluni la considerano una parte di quest'ultima.